# Valentin Purrey
Valentin Purrey, né le 10 mai 1861 à Layrac (Lot-et-Garonne) et décédé à Bordeaux le 11 juin 1928, est un ingénieur civil autodidacte[réf. nécessaire] spécialiste des engins à vapeur. Il est le fondateur de l'entreprise Purrey en 1898.

## Biographie
Il suit les cours de l’École supérieure de Commerce et d’Industrie de Bordeaux, puis effectue un séjour en Argentine. Il est embauché par la compagnie des tramways de Barcelone et construit en 1887 une automotrice à vapeur remarquée pour ses faibles poids et encombrement. De retour à Bordeaux, il installe un premier atelier de construction au 231, rue d’Ornano.
Pour répondre à un appel de la Compagnie générale des omnibus, il motorise une ancienne voiture à cheval. Elle fait peu de bruit et de fumée, ce qui lui permet de remporter une commande de 6 autres automotrices.
Il s'oriente en 1898 vers l'automobile en appliquant son système de chaudière à des camions et voitures. Il réalise également des automotrices de tramways et chemins de fer.
En 1910, son activité est reprise par le britannique J.H. Exshaw, qui continue d'utiliser la marque Anciens établissements Valentin Purrey. Purrey est définitivement évincé en 1913.